# ألف ميتشيل
ألف ميتشيل (بالإنجليزية: Alf Mitchell)‏ هو رامي الرمح ‏ أسترالي، ولد في 10 مايو 1941.

## روابط خارجية
- ألف ميتشيل على موقع النتائج التاريخية لألعاب القوى الأسترالية (الإنجليزية)